# Duisburg

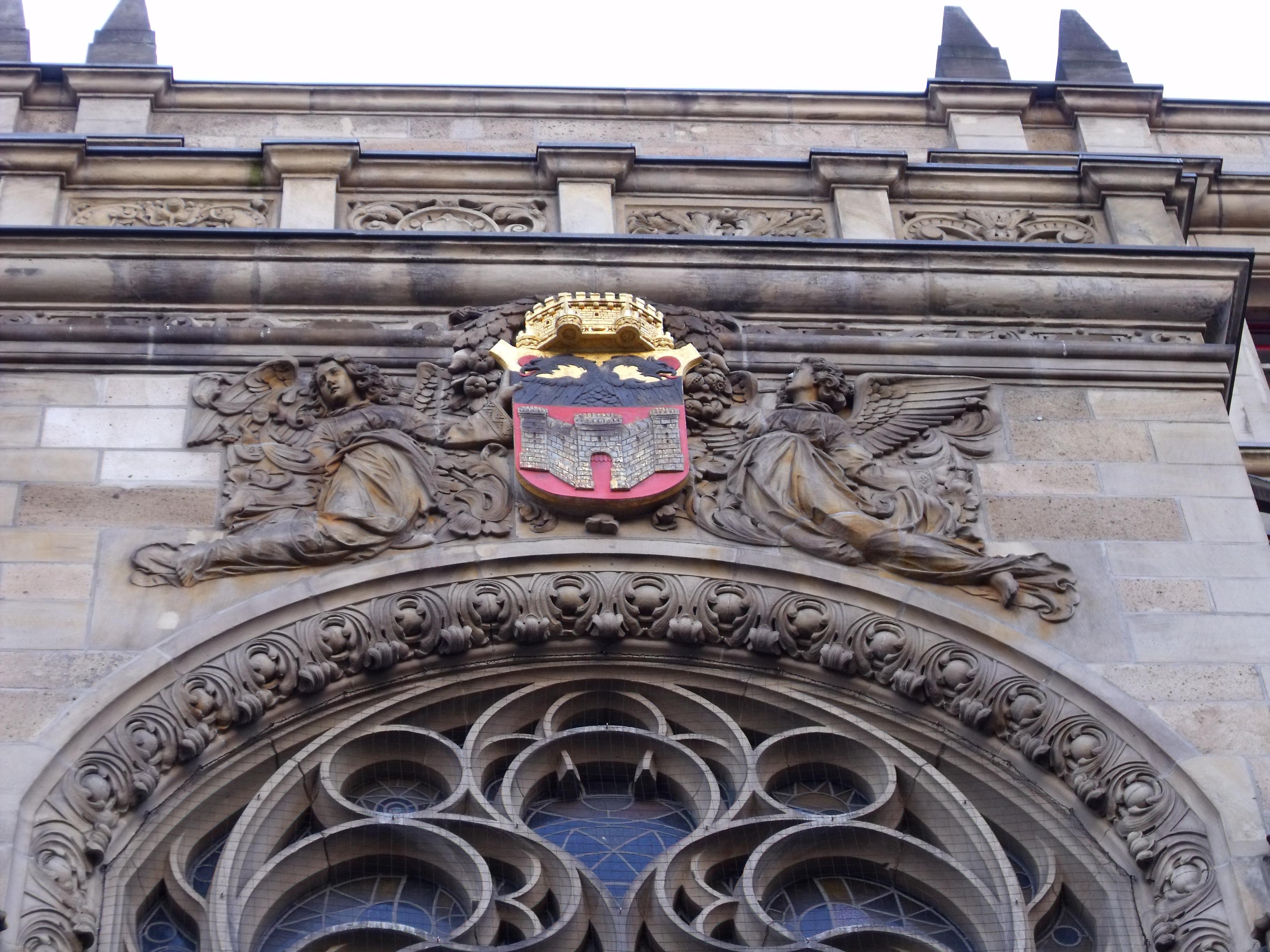
L'escut de Duisburg a l'ajuntament

Duisburg (IPA: [ˈdyːsbʊɐɡ]) és una ciutat d'Alemanya que pertany a l'estat de Rin del Nord-Westfàlia. Forma part tant de la regió de la conca del Ruhr com del Niederrhein i té el port fluvial més gran d'Europa.
Duisburg és, amb gairebé mig milió d'habitants, la cinquena ciutat més gran de l'estat Rin del Nord-Westfàlia, després de Colònia, Düsseldorf, Dortmund i Essen, i la quinzena d'Alemània.
L'any 2010, va ser capital europea de la Cultura juntament amb altres ciutats de la conca del Ruhr.

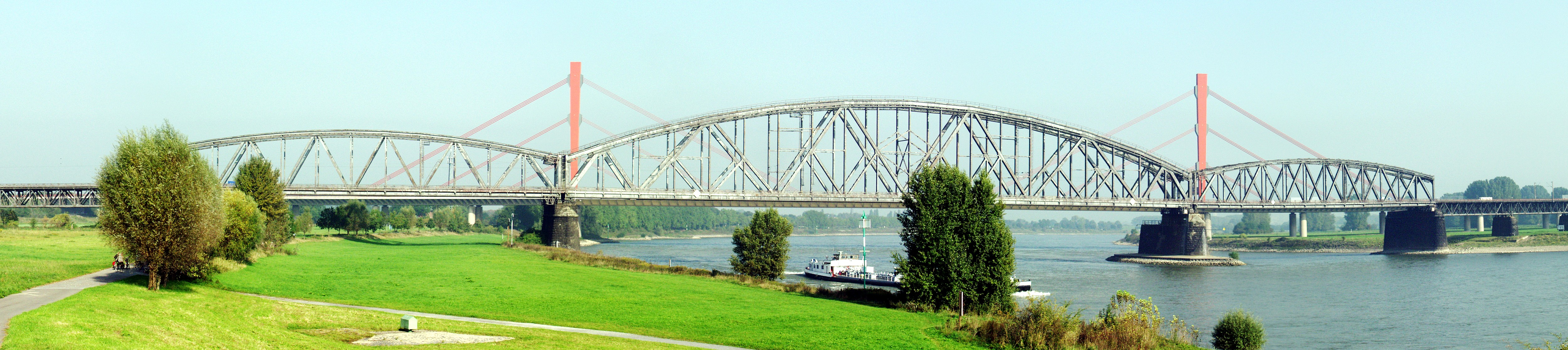
Pont sobre el Rin

## Persones il·lustres
- Rudolf Schock, tenor operístic.
- Franz-Peter Zimmermann, violinista.
- Hugo Balzer, director d'orquestra.
- Ernst Pepping, compositor musical.
- Oswald Pohl (1892-1951), obergruppenführer de la SS i general de la Waffen-SS.